# Thomas Kleemann
Thomas Kleemann (* 1954 in Geesthacht, Schleswig-Holstein) ist ein deutscher Maler. Seine meist großformatigen Arbeiten befinden sich in privaten und öffentlichen Sammlungen im In- und Ausland. Er lebt und arbeitet in Berlin und in Melz im Landkreis Mecklenburgische Seenplatte (Mecklenburg-Vorpommern).

## Leben
Kleemann studierte nach dem Abitur in Kiel und dem Zivildienst von 1975 bis 1981 Malerei und Kunstpädagogik an der Hochschule der Künste in Berlin, heute Universität der Künste. 1981 war er Meisterschüler von Professor Johannes Geccelli. 1981 legte Kleemann das Erste Staatsexamen, 1984 das zweite Staatsexamen für das Lehramt an Gymnasien ab. 1982 war er Stipendiat der finnischen Stadt Kuopio, 1983 der Landesregierung Schleswig-Holstein in der Casa Baldi in Olevano Romano bei Rom (Italien). 1985 entschied er sich, freischaffend zu arbeiten. Von 1986 bis 1988 hatte er ein Atelierstipendium der Karl-Hofer-Gesellschaft in Berlin.

## Werk
Kleemanns Landschaften und Stillleben sind gekennzeichnet durch besondere Räumlichkeit zwischen Abstraktion und Gegenständlichkeit. Er arbeitet häufig mit großflächig aufgetragener Spachtelmasse, die er mit Siliziumasche bestäubt. 30 Werke aus 20 Jahren als freischaffender Künstler waren im Mai und Juni 2005 im Ostholstein-Museum in Eutin zu sehen.